# Arnoglossus fisoni
Arnoglossus fisoni is een  straalvinnige vissensoort uit de familie van botachtigen (Bothidae). De wetenschappelijke naam van de soort is voor het eerst geldig gepubliceerd in 1898 door Ogilby.